# Łopata (narzędzie)

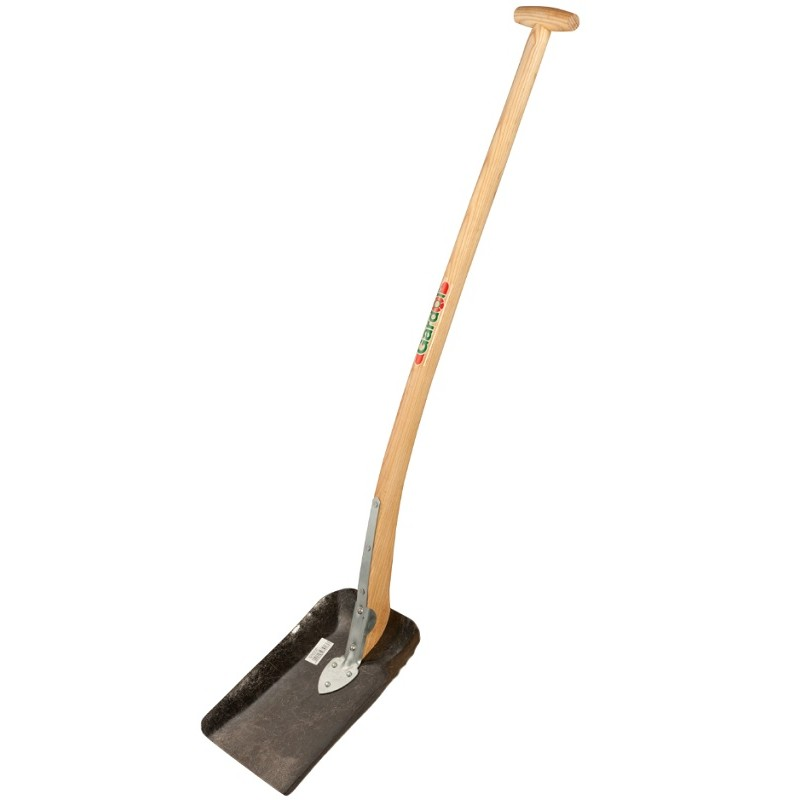
Łopata

Łopata – narzędzie służące do nabierania i przenoszenia głównie materiałów sypkich, takich jak węgiel, gruz, śnieg, piasek, ziemia, a także sypkich produktów spożywczych np. mąki, zboża.
Najczęściej jest to ręczne narzędzie składające się ze styliska i zamocowanej na nim szerokiej, płaskiej lub odpowiednio zakrzywionej części roboczej, nazywanej łyżką, czerpakiem lub sztychem. Część roboczą wykonuje się, w zależności od przeznaczenia, z twardej stalowej blachy, tworzyw sztucznych, aluminium, często z wygiętymi krawędziami, zapobiegającymi zsuwaniu się zawartości i wzmacniającymi łyżkę.
Termin łopata odnosi się także do części roboczej dużych maszyn budowlanych, takich jak koparka lub spychacz, które służą podobnym celom jak łopata ręczna. Łopatą (piekarską) nazywa się też narzędzie służące do wkładania chleba (lub pizzy itp.) do pieca.
Wielkość czerpaka jest uzależniona głównie od jednostkowej wagi przenoszonego materiału i skorelowana z możliwościami robotnika (maszyny).
Dawniej wytwarzano łopaty drewniane, które obecnie przetrwały tylko w piekarnictwie.
Ogólnie łopaty, zależnie od zastosowań, można podzielić na dwie grupy:
- łopaty do prac, w których kopanie i rycie jest warunkiem wstępnym pozyskania materiału do przeniesienia w odpowiednie miejsce – zalicza się do nich szpadel oraz różnego rodzaju saperki. Mają one zastosowanie uniwersalne w budownictwie, ogrodnictwie, robotach drogowych itp. Zazwyczaj z mniejszą wydajnością, jednak mogą zastępować łopaty z drugiej grupy,
- łopaty do załadunku, przemieszczania materiałów sypkich i ziarnistych takie jak szufla, piaskówka, łopata do śniegu i wiele innych.

Ręczne łopaty przystosowano do wielu zastosowań i środowisk. Mogą być zoptymalizowane dla jednego zadania lub projektowane jako bardzo uniwersalne narzędzia. Najczęściej używane to:
- łopata służąca do przenoszenia węgla, zwana szuflą – ma szerokie, płaskie ostrze z ostro wygiętymi krawędziami bocznymi, drewniane lub metalowe stylisko zakończone uchwytem w kształcie litery D lub T,
- piaskówka – służy do przenoszenia materiałów sypkich, nie stwarzających oporów przy nabieraniu,
- łopata do śniegu – zazwyczaj jest wyposażona w bardzo szerokie ostrze, bez zagiętych bocznych krawędzi. Jej czerpak wygina się łukowato ku górze i jest przymocowana do długiego, prostego styliska; dawniej wykonywana z prostokątnego kawałka sklejki, obecnie w postaci formatki wykonanej metodą wtrysku z tworzywa sztucznego z metalowym wzmocnieniem krawędzi czerpaka; jest zaprojektowana do przenoszenia i odgarniania śniegu. Przy produkcji łopat do śniegu przykłada się dużą wagę do obniżenia ich masy, dlatego są stosunkowo delikatne i nie nadają się do rozbijania zmrożonego śniegu.
- szpadel zwany sztychówką służy głównie do prac ziemnych, kopania i rozbijania grud ziemi; w ogrodnictwie stosowany jest do ręcznych zabiegów agrotechnicznych i zwalczania chwastów – zastępując pług; najczęściej ma punktowo zakończone ostrze i zagięte krawędzie obok styliska, by móc go wpychać w glebę nogą, a jego ostrze ma najczęściej łukowate krawędzie
- saperka, często wyposażona w składany trzonek, jest łopatą zaprojektowaną dla wojska; zwykle ma łukowato lub trójkątnie zakończone ostrze, a często też ząbkowane krawędzie boczne, pozwalające użyć jej jako piły
- łopata saperska – często mylona z saperką, będąca na wyposażeniu sprzętu zmechanizowanego
- łopata piekarska – wykonana w całości, ze styliskiem, z jednego kawałka drewna (deski), dawniej miała kształt okrągły pasujący do jednego bochenka chleba; obecnie kształt przypomina długi prostokąt, umożliwia umieszczenie na niej kilku bochenków chleba lub bułek

Znaki ostrzegające o prowadzonych robotach drogowych lub budowach często przedstawiają człowieka pracującego łopatą.
Małe łopatki są popularną zabawką na plażach i w piaskownicach.

## Galeria

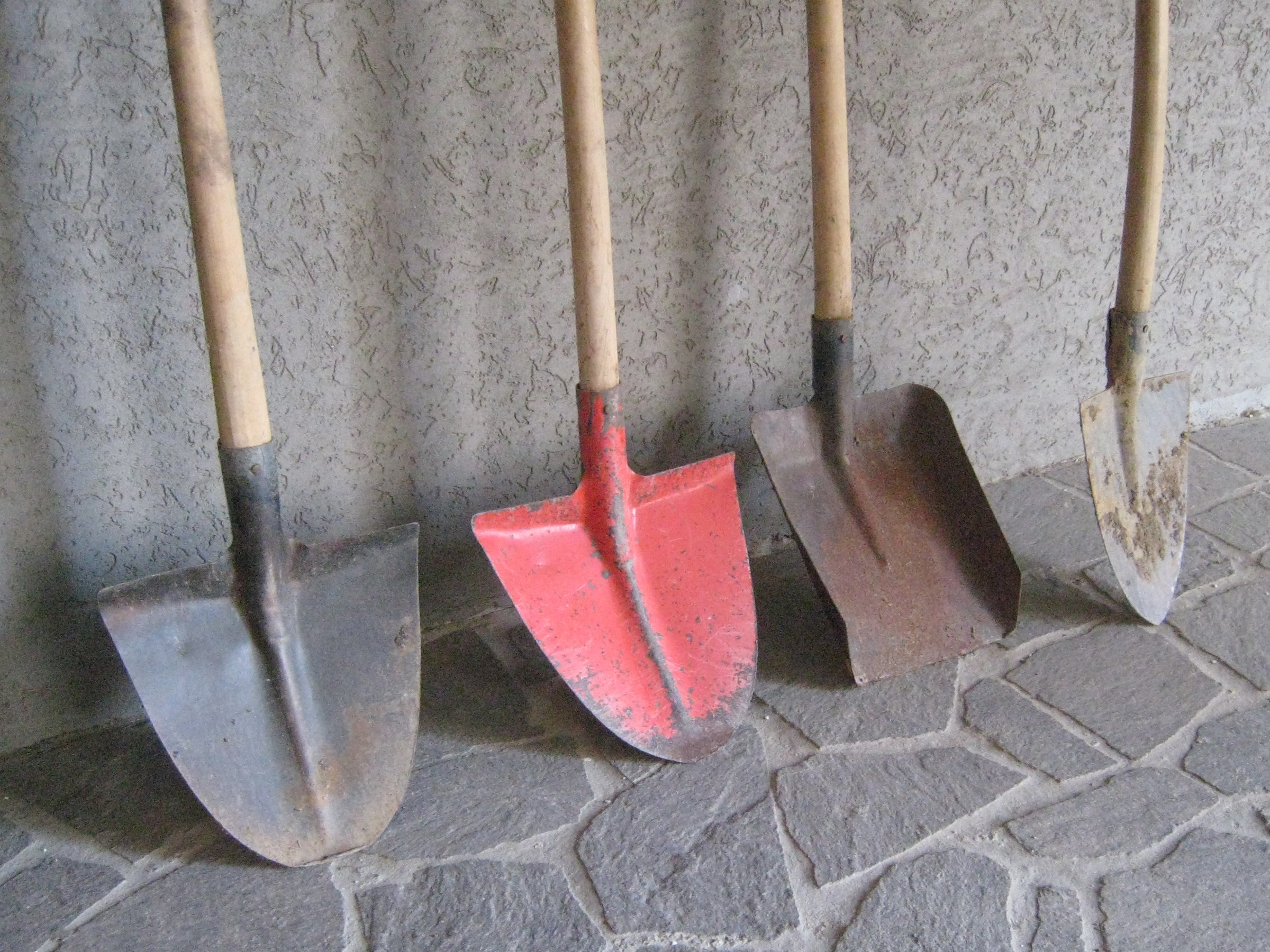
Trzy szpadle (sztychówki) i szufla
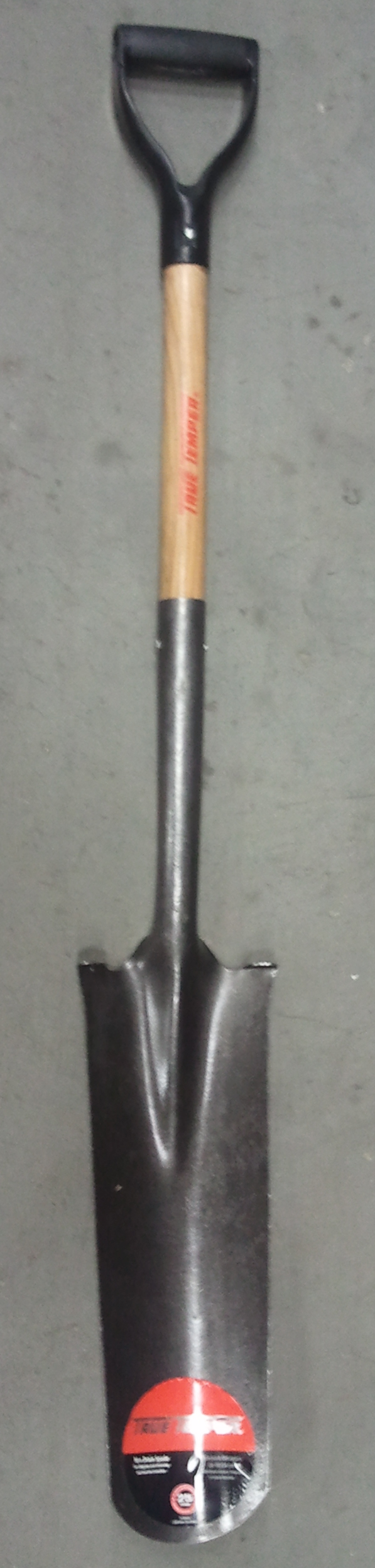
Szpadel do wkopywania drenów i rur
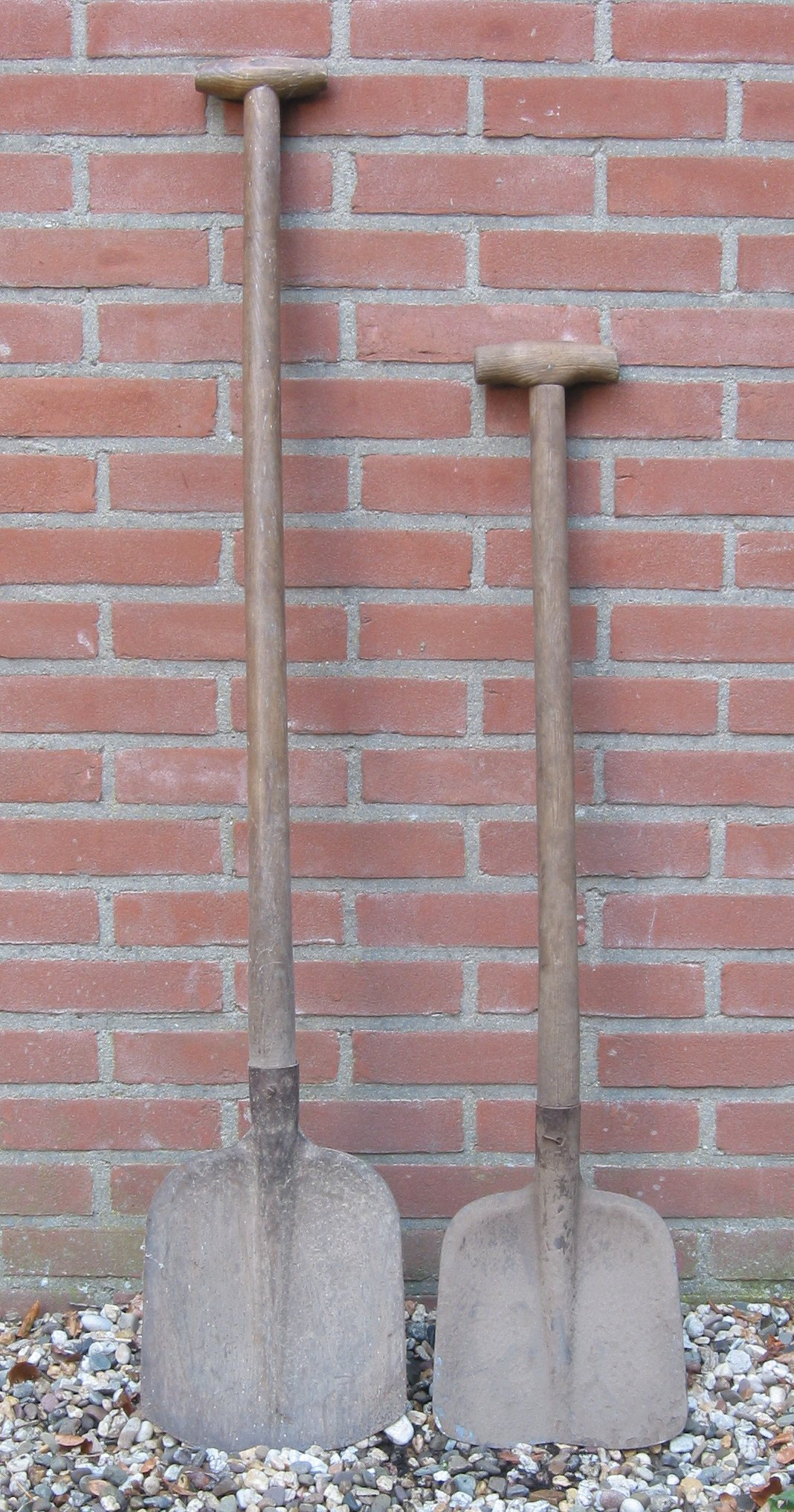
Piaskówki
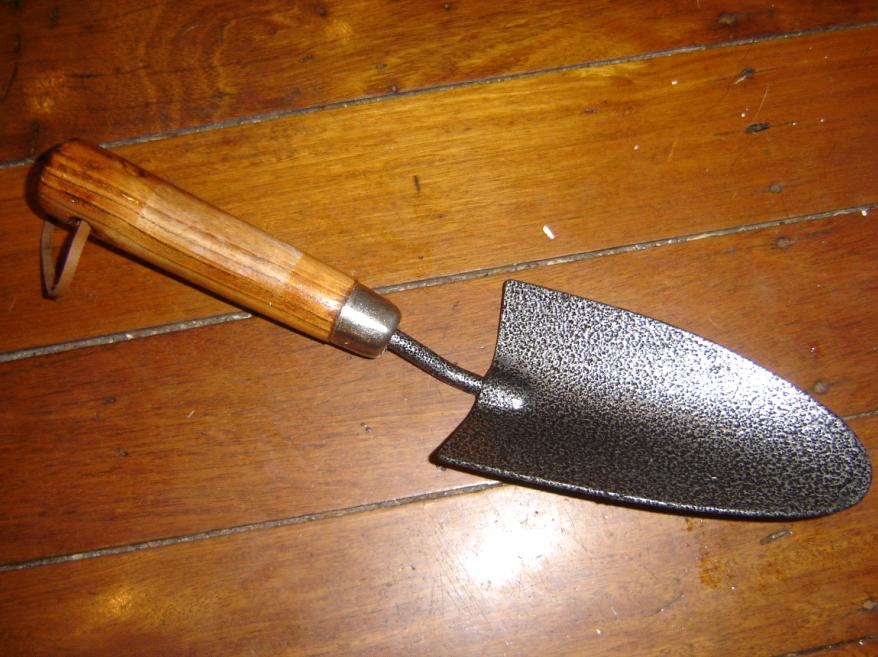
Łopatka ogrodnicza
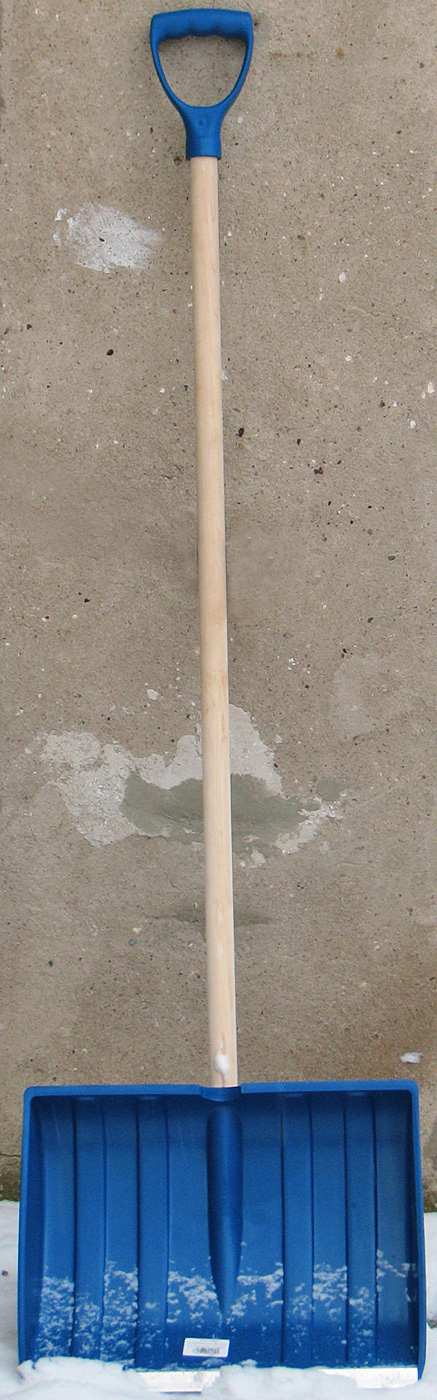
Łopata do odgarniania śniegu
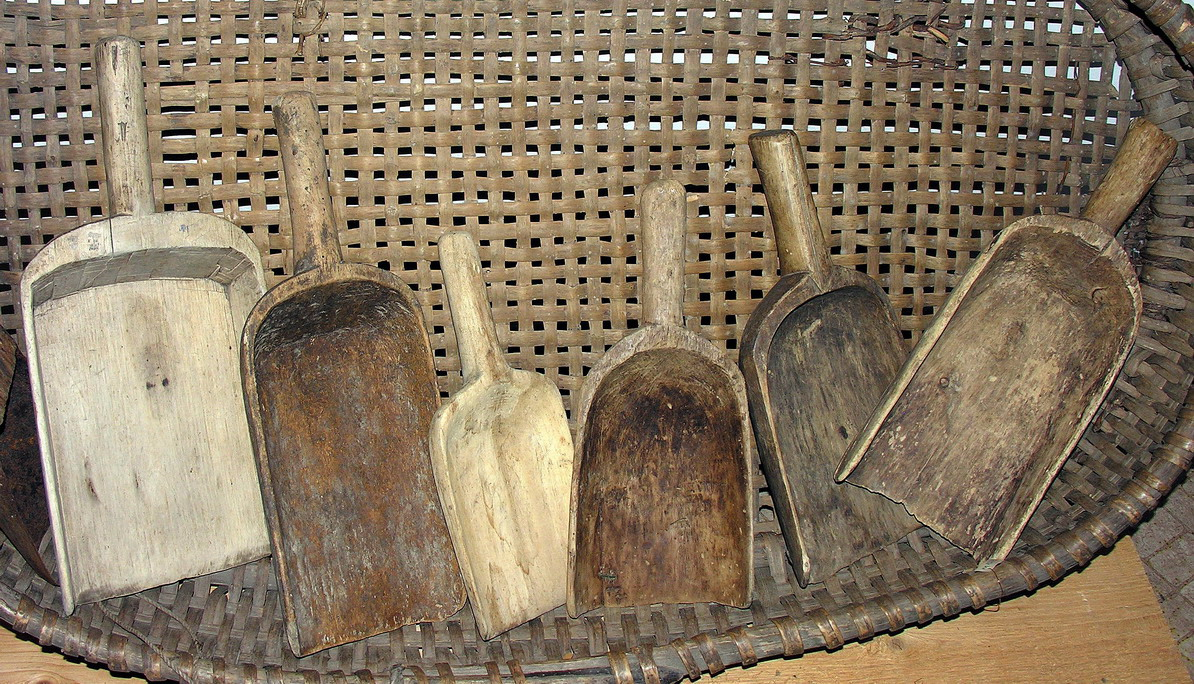
Różnego rodzaju łopatki drewniane
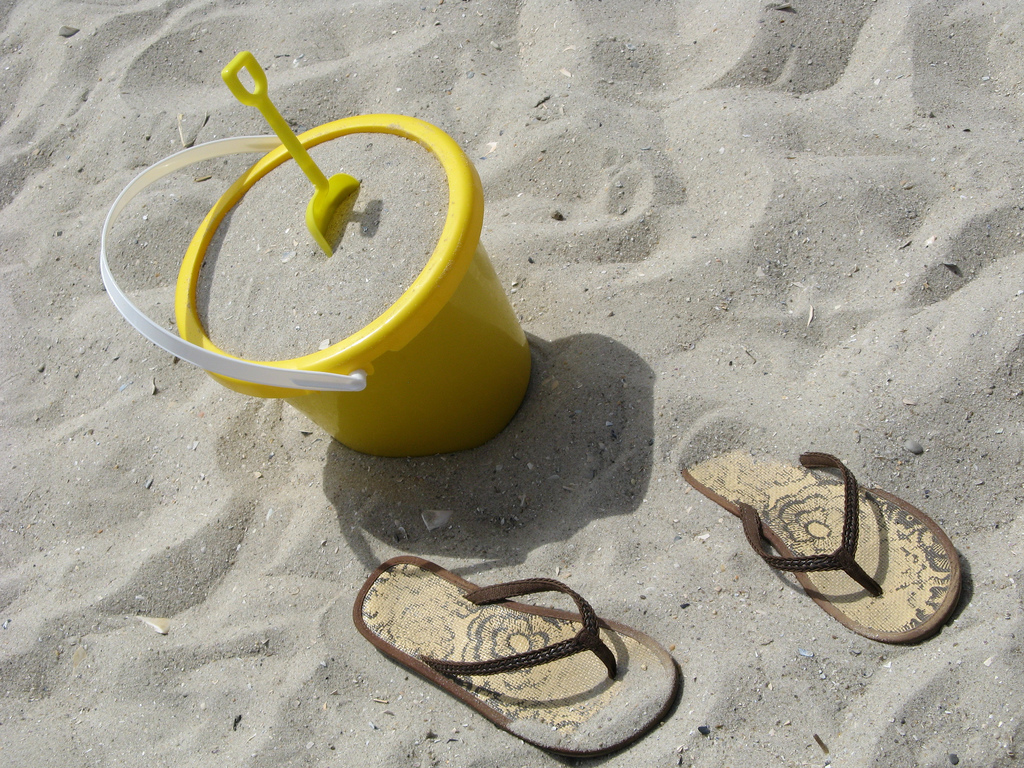
Łopatka dziecięca w wiaderku